# Županija Kalmar
Kalmar je švedska županija na obali Baltičkog mora. Smještena je u jugoistočnom dijelu Švedske, naspram otoka Gotland. Osim kopnenog dijela, administrativno pokriva i otok Öland, podijeljen na dvije općine. Površine je 11.171 četvornih kilometara i na devetom je mjestu po veličini kad je riječ o švedskim županijama. Formirana je 1634. godine.

## Općine u Županiji Kalmar
- 56°37′N 15°33′E / 56.617°N 15.550°E Općina Emmaboda
- 57°29′N 15°50′E / 57.483°N 15.833°E Općina Hultsfred
- 57°10′N 16°02′E / 57.167°N 16.033°E Općina Högsby
- 56°40′N 16°22′E / 56.667°N 16.367°E Općina Kalmar
- 57°02′N 16°27′E / 57.033°N 16.450°E Općina Mönsterås
- 56°44′N 15°54′E / 56.733°N 15.900°E Općina Nybro
- 57°16′N 16°27′E / 57.267°N 16.450°E Općina Oskarshamn
- 56°24′N 16°00′E / 56.400°N 16.000°E Općina Torsås
- 57°40′N 15°51′E / 57.667°N 15.850°E Općina Vimmerby
- 57°45′N 16°38′E / 57.750°N 16.633°E Općina Västervik

Na Ölandu:
- 56°53′N 16°39′E / 56.883°N 16.650°E Općina Borgholm
- 56°31′N 16°23′E / 56.517°N 16.383°E Općina Mörbylånga